# Dancing with the Stars (Magyarország, második évad)
A Dancing with the Stars című táncos show-műsor második évada 2021. szeptember 25-én vette kezdetét a TV2-n.
2020. december 12-én, a Dancing with the Stars első évadának döntőjében jelentették be a műsorvezetők, hogy 2021 őszén elindul a műsor második évada. A második évad szereplőit július 14-én mutatták be.
A két műsorvezető változatlanul Lékai-Kiss Ramóna és Stohl András volt. A második évadban Schiffer Miklós már nem volt zsűritag. Helyét Bereczki Zoltán vette át. Ördög Nóra, Molnár Andrea és Kováts Gergely Csanád ebben az évadban is a zsűri tagjai voltak. A TV2 Play-en futó Dirty Dancing Live és a Dancefloor című háttérműsorokat Gelencsér Tímea vezette. Az évad kilenc részes volt, és szombatonként sugározta a TV2. A döntőre november 20-án került sor, ahol a második széria győztes párosa Tóth Andi és Andrei Mangra lett.

## Összesített eredmények
A páros továbbjutott

     A két legkevesebb szavazattal rendelkező páros

     A páros kiesett
| #   | Párosok          | Párosok             | 1. adás (szeptember 25.) | 2. adás (október 2.)  | 3. adás (október 9.)  | 4. adás (október 16.) | 5. adás (október 23.) | 6. adás (október 30.) | 7. adás (november 6.) | 8. adás (november 13.) | 9. adás (november 20.)    |
| #   | Amatőrök         | Profik              | 1. adás (szeptember 25.) | 2. adás (október 2.)  | 3. adás (október 9.)  | 4. adás (október 16.) | 5. adás (október 23.) | 6. adás (október 30.) | 7. adás (november 6.) | 8. adás (november 13.) | 9. adás (november 20.)    |
| --- | ---------------- | ------------------- | ------------------------ | --------------------- | --------------------- | --------------------- | --------------------- | --------------------- | --------------------- | ---------------------- | ------------------------- |
| 1.  | Tóth Andi        | Andrei Mangra       | Továbbjutottak           | Továbbjutottak        | Továbbjutottak        | Továbbjutottak        | Továbbjutottak        | Továbbjutottak        | Továbbjutottak        | Továbbjutottak         | 1. helyezettek a döntőben |
| 2.  | Kinizsi Ottó     | Szőke Zsuzsanna     | Továbbjutottak           | Továbbjutottak        | Továbbjutottak        | Továbbjutottak        | Továbbjutottak        | Továbbjutottak        | Továbbjutottak        | Továbbjutottak         | 2. helyezettek a döntőben |
| 3.  | Kamarás Iván     | Mikes Anna          | Továbbjutottak           | Továbbjutottak        | Továbbjutottak        | Továbbjutottak        | Továbbjutottak        | Továbbjutottak        | Továbbjutottak        | Továbbjutottak         | 3. helyezettek a döntőben |
| 4.  | Árpa Attila      | Stana Alexandra     | Továbbjutottak           | Továbbjutottak        | Továbbjutottak        | Továbbjutottak        | Továbbjutottak        | Utolsó kettő          | Továbbjutottak        | Utolsó kettő           | 4. helyezettek a döntőben |
| 5.  | Nagy Réka        | Hegyes Bertalan     | Továbbjutottak           | Továbbjutottak        | Továbbjutottak        | Továbbjutottak        | Továbbjutottak        | Továbbjutottak        | Utolsó kettő          | Utolsó kettő           | Kiestek a 8. adásban      |
| 6.  | Kozma Dominik    | Lissák Laura        | Utolsó kettő             | Továbbjutottak        | Továbbjutottak        | Továbbjutottak        | Utolsó kettő          | Továbbjutottak        | Utolsó kettő          | Kiestek a 7. adásban   | Kiestek a 7. adásban      |
| 7.  | Dobó Kata        | Köcse György        | Továbbjutottak           | Továbbjutottak        | Továbbjutottak        | Utolsó kettő          | Továbbjutottak        | Utolsó kettő          | Kiestek a 6. adásban  | Kiestek a 6. adásban   | Kiestek a 6. adásban      |
| 8.  | Kempf Zozó       | Keresztszegi Ramóna | Továbbjutottak           | Továbbjutottak        | Továbbjutottak        | Továbbjutottak        | Utolsó kettő          | Kiestek az 5. adásban | Kiestek az 5. adásban | Kiestek az 5. adásban  | Kiestek az 5. adásban     |
| 9.  | Cooky            | Szécsi Debóra       | Továbbjutottak           | Továbbjutottak        | Utolsó kettő          | Utolsó kettő          | Kiestek a 4. adásban  | Kiestek a 4. adásban  | Kiestek a 4. adásban  | Kiestek a 4. adásban   | Kiestek a 4. adásban      |
| 10. | Hevesi Kriszta   | Baranya Dávid       | Továbbjutottak           | Utolsó kettő          | Utolsó kettő          | Kiestek a 3. adásban  | Kiestek a 3. adásban  | Kiestek a 3. adásban  | Kiestek a 3. adásban  | Kiestek a 3. adásban   | Kiestek a 3. adásban      |
| 11. | Demcsák Zsuzsa   | Suti András         | Továbbjutottak           | Utolsó kettő          | Kiestek a 2. adásban  | Kiestek a 2. adásban  | Kiestek a 2. adásban  | Kiestek a 2. adásban  | Kiestek a 2. adásban  | Kiestek a 2. adásban   | Kiestek a 2. adásban      |
| 12. | Metzker Viktória | Márki Norbert       | Utolsó kettő             | Kiestek az 1. adásban | Kiestek az 1. adásban | Kiestek az 1. adásban | Kiestek az 1. adásban | Kiestek az 1. adásban | Kiestek az 1. adásban | Kiestek az 1. adásban  | Kiestek az 1. adásban     |

### Átlag zsűri pontszámok
| Helyezés átlag alapján | Helyezés a versenyben | Páros                             | Adásonkénti pontszámok | Adásonkénti pontszámok | Adásonkénti pontszámok | Adásonkénti pontszámok | Adásonkénti pontszámok | Adásonkénti pontszámok | Adásonkénti pontszámok | Adásonkénti pontszámok | Összpontszám | Táncok száma | Átlag |
| Helyezés átlag alapján | Helyezés a versenyben | Páros                             | 1                      | 2                      | 3                      | 4                      | 5                      | 6                      | 7                      | 8                      | Összpontszám | Táncok száma | Átlag |
| ---------------------- | --------------------- | --------------------------------- | ---------------------- | ---------------------- | ---------------------- | ---------------------- | ---------------------- | ---------------------- | ---------------------- | ---------------------- | ------------ | ------------ | ----- |
| 1.                     | 3.                    | Kamarás Iván és Mikes Anna        | 35                     | 38                     | 37                     | 40                     | 38                     | 39                     | 40                     | 47+50=97               | 364          | 9            | 40,4  |
| 2.                     | 1.                    | Tóth Andi és Andrei Mangra        | 36                     | 39                     | 33                     | 40                     | 40                     | 39                     | 40                     | 46+50=96               | 363          | 9            | 40,3  |
| 3.                     | 2.                    | Kinizsi Ottó és Szőke Zsuzsanna   | 31                     | 37                     | 34                     | 31                     | 34                     | 38                     | 40                     | 48+49=97               | 342          | 9            | 38    |
| 4.                     | 4.                    | Árpa Attila és Stana Alexandra    | 30                     | 29                     | 34                     | 40                     | 35                     | 35                     | 39                     | 48+50=98               | 340          | 9            | 37,7  |
| 5.                     | 5.                    | Nagy Réka és Hegyes Bertalan      | 28                     | 27                     | 31                     | 37                     | 39                     | 31                     | 37                     | 43+48=91               | 321          | 9            | 35,6  |
| 6.                     | 7.                    | Dobó Kata és Köcse György         | 32                     | 28                     | 38                     | 34                     | 38                     | 33                     |                        |                        | 203          | 6            | 33,83 |
| 7.                     | 6.                    | Kozma Dominik és Lissák Laura     | 21                     | 29                     | 33                     | 34                     | 30                     | 39                     | 38                     |                        | 224          | 7            | 32    |
| 8.                     | 10.                   | Hevesi Kriszta és Baranya Dávid   | 33                     | 27                     | 31                     |                        |                        |                        |                        |                        | 91           | 3            | 30,3  |
| 9.                     | 8.                    | Kempf Zozó és Keresztszegi Ramóna | 25                     | 26                     | 30                     | 33                     | 32                     |                        |                        |                        | 146          | 5            | 29,2  |
| 10.                    | 9.                    | Cooky és Szécsi Debóra            | 28                     | 26                     | 29                     | 28                     |                        |                        |                        |                        | 111          | 4            | 27,75 |
| 11.                    | 11.                   | Demcsák Zsuzsa és Suti András     | 30                     | 24                     |                        |                        |                        |                        |                        |                        | 54           | 2            | 27    |
| 12.                    | 12.                   | Metzker Viktória és Márki Norbert | 23                     |                        |                        |                        |                        |                        |                        |                        | 23           | 1            | 23    |

A zöld pontszámok jelzik a legmagasabb pontszámot az adott héten
A piros pontszámok jelzik a legalacsonyabb pontszámot az adott héten

### Legmagasabb és legalacsonyabb zsűri pontszámú produkciók
Az egyes táncok legmagasabb és legalacsonyabb pontszámú produkciói a zsűritagok pontozása alapján .
| Tánc            | Páros                                                       | Legmagasabb pontszám | Páros                             | Legalacsonyabb pontszám | Produkciók száma |
| --------------- | ----------------------------------------------------------- | -------------------- | --------------------------------- | ----------------------- | ---------------- |
| american smooth | Kamarás Iván és Mikes Anna                                  | 50                   |                                   |                         | 1                |
| bécsi keringő   | Tóth Andi és Andrei Mangra                                  | 40                   | Demcsák Zsuzsa és Suti András     | 30                      | 5                |
| cha-cha-cha     | Tóth Andi és Andrei Mangra Kinizsi Ottó és Szőke Zsuzsanna  | 40                   | Nagy Réka és Hegyes Bertalan      | 28                      | 7                |
| charleston      | Tóth Andi és Andrei Mangra                                  | 40                   | Kempf Zozó és Keresztszegi Ramóna | 30                      | 2                |
| disco           | Metzker Viktória és Márki Norbert                           | 23                   |                                   |                         | 1                |
| foxtrott        | Kinizsi Ottó és Szőke Zsuzsanna                             | 48                   | Dobó Kata és Köcse György         | 32                      | 3                |
| hiphop          | Kamarás Iván és Mikes Anna                                  | 40                   |                                   |                         | 1                |
| jive            | Árpa Attila és Stana Alexandra                              | 50                   | Cooky és Szécsi Debóra            | 26                      | 8                |
| kortárs         | Nagy Réka és Hegyes Bertalan                                | 39                   | Árpa Attila és Stana Alexandra    | 35                      | 2                |
| pasodoble       | Kinizsi Ottó és Szőke Zsuzsanna                             | 49                   | Kozma Dominik és Lissák Laura     | 29                      | 6                |
| quickstep       | Tóth Andi és Andrei Mangra                                  | 46                   | Kempf Zozó és Keresztszegi Ramóna | 25                      | 5                |
| rumba           | Árpa Attila és Stana Alexandra Nagy Réka és Hegyes Bertalan | 48                   | Kozma Dominik és Lissák Laura     | 21                      | 9                |
| salsa           | Nagy Réka és Hegyes Bertalan                                | 43                   | Dobó Kata és Köcse György         | 28                      | 4                |
| samba           | Kamarás Iván és Mikes Anna                                  | 40                   | Kempf Zozó és Keresztszegi Ramóna | 26                      | 8                |
| showdance       | Tóth Andi és Andrei Mangra                                  | 50                   | Nagy Réka és Hegyes Bertalan      | 27                      | 6                |
| street dance    | Cooky és Szécsi Debóra                                      | 29                   |                                   |                         | 1                |
| tangó           | Árpa Attila és Stana Alexandra                              | 39                   | Nagy Réka és Hegyes Bertalan      | 31                      | 7                |

## Adások
A zsűri a produkciókat 1-től 10-ig pontozta, így a párosok összesen maximálisan 40 pontot kaphattak, a nézők pedig a TV2 Live mobilapplikáción keresztül és emelt díjas telefonhívással 
szavazhattak. A döntőben a zsűri nem pontozott, kizárólag a nézői szavazatok döntöttek.

### 1. adás (szeptember 25.)
- Téma: Mindenki táncol!

| #  | Páros                             | Tánc          | Zene                                              | Zsűri pontszámok | Zsűri pontszámok | Zsűri pontszámok      | Zsűri pontszámok | Zsűri pontszámok | Eredmény        |
| #  | Páros                             | Tánc          | Zene                                              | Bereczki Zoltán  | Molnár Andrea    | Kováts Gergely Csanád | Ördög Nóra       | Összesen         | Eredmény        |
| -- | --------------------------------- | ------------- | ------------------------------------------------- | ---------------- | ---------------- | --------------------- | ---------------- | ---------------- | --------------- |
| 1  | Kinizsi Ottó és Szőke Zsuzsanna   | jive          | "Footloose" – Kenny Loggins                       | 7                | 7                | 8                     | 9                | 31               | Továbbjutottak  |
| 2  | Kozma Dominik és Lissák Laura     | rumba         | "Havana" – Camila Cabello                         | 5                | 5                | 5                     | 6                | 21               | Utolsó előttiek |
| 3  | Hevesi Kriszta és Baranya Dávid   | salsa         | "Conga" – Gloria Estefan                          | 8                | 8                | 9                     | 8                | 33               | Továbbjutottak  |
| 4  | Árpa Attila és Stana Alexandra    | showdance     | "I Love Rock ’N’ Roll" – Joan Jett                | 7                | 8                | 7                     | 8                | 30               | Továbbjutottak  |
| 5  | Metzker Viktória és Márki Norbert | disco         | "Levitating" – Dua Lipa, "24K Magic" – Bruno Mars | 6                | 6                | 5                     | 6                | 23               | Kiestek         |
| 6  | Kamarás Iván és Mikes Anna        | pasodoble     | "Love Runs Out" – OneRepublic                     | 9                | 9                | 8                     | 9                | 35               | Továbbjutottak  |
| 7  | Nagy Réka és Hegyes Bertalan      | cha-cha-cha   | "Timber" – Pitbull feat. Ke$ha                    | 8                | 6                | 7                     | 7                | 28               | Továbbjutottak  |
| 8  | Cooky és Szécsi Debóra            | samba         | "Cheap Thrills" – Sia                             | 7                | 8                | 7                     | 6                | 28               | Továbbjutottak  |
| 9  | Tóth Andi és Andrei Mangra        | tangó         | "Don't Be So Shy" – Imany                         | 9                | 9                | 9                     | 9                | 36               | Továbbjutottak  |
| 10 | Dobó Kata és Köcse György         | foxtrott      | "Stitches" – Shawn Mendes                         | 8                | 8                | 8                     | 8                | 32               | Továbbjutottak  |
| 11 | Kempf Zozó és Keresztszegi Ramóna | quickstep     | "Umbrella" – Rihanna                              | 5                | 7                | 6                     | 7                | 25               | Továbbjutottak  |
| 12 | Demcsák Zsuzsa és Suti András     | bécsi keringő | "Hallelujah" – Leonard Cohen                      | 7                | 8                | 7                     | 8                | 30               | Továbbjutottak  |

### 2. adás (október 2.)
- Téma: Latin Fiesta

| #  | Páros                             | Tánc        | Zene                                | Zsűri pontszámok | Zsűri pontszámok | Zsűri pontszámok      | Zsűri pontszámok | Zsűri pontszámok | Eredmény        |
| #  | Páros                             | Tánc        | Zene                                | Bereczki Zoltán  | Molnár Andrea    | Kováts Gergely Csanád | Ördög Nóra       | Összesen         | Eredmény        |
| -- | --------------------------------- | ----------- | ----------------------------------- | ---------------- | ---------------- | --------------------- | ---------------- | ---------------- | --------------- |
| 1  | Kempf Zozó és Keresztszegi Ramóna | samba       | "Macarena" – Los del Río            | 6                | 7                | 6                     | 7                | 26               | Továbbjutottak  |
| 2  | Demcsák Zsuzsa és Suti András     | rumba       | "Represent Cuba" – Orishas          | 6                | 7                | 5                     | 6                | 24               | Kiestek         |
| 3  | Kozma Dominik és Lissák Laura     | pasodoble   | "Bailamos" – Enrique Iglesias       | 7                | 7                | 7                     | 8                | 29               | Továbbjutottak  |
| 4  | Hevesi Kriszta és Baranya Dávid   | quickstep   | "Nah Neh Nah" – Vaya Con Dios       | 6                | 7                | 6                     | 8                | 27               | Utolsó előttiek |
| 5  | Árpa Attila és Stana Alexandra    | cha-cha-cha | "Smooth" – Santana feat. Rob Thomas | 8                | 8                | 6                     | 7                | 29               | Továbbjutottak  |
| 6  | Dobó Kata és Köcse György         | salsa       | "Ai Se Eu Te Pego!" – Michel Teló   | 7                | 7                | 7                     | 7                | 28               | Továbbjutottak  |
| 7  | Cooky és Szécsi Debóra            | jive        | "Mambo no. 5" – Lou Bega            | 6                | 7                | 7                     | 6                | 26               | Továbbjutottak  |
| 8  | Kinizsi Ottó és Szőke Zsuzsanna   | tangó       | "Sway" – Pussycat Dolls             | 9                | 9                | 10                    | 9                | 37               | Továbbjutottak  |
| 9  | Kamarás Iván és Mikes Anna        | cha-cha-cha | "I Need To Know" – Marc Anthony     | 10               | 10               | 9                     | 9                | 38               | Továbbjutottak  |
| 10 | Nagy Réka és Hegyes Bertalan      | showdance   | "Objection" – Shakira               | 6                | 7                | 7                     | 7                | 27               | Továbbjutottak  |
| 11 | Tóth Andi és Andrei Mangra        | samba       | "The Ketchup Song" – Las Ketchup    | 10               | 10               | 10                    | 9                | 39               | Továbbjutottak  |

### 3. adás (október 9.)
- Téma: The Greatest Hollywood show
- Extra produkció: Tóth Andi és Kamarás Iván – "A legnagyobb showman"

| #  | Páros                             | Tánc          | Zene                                          | Film                   | Zsűri pontszámok | Zsűri pontszámok | Zsűri pontszámok      | Zsűri pontszámok | Zsűri pontszámok | Eredmény        |
| #  | Páros                             | Tánc          | Zene                                          | Film                   | Bereczki Zoltán  | Molnár Andrea    | Kováts Gergely Csanád | Ördög Nóra       | Összesen         | Eredmény        |
| -- | --------------------------------- | ------------- | --------------------------------------------- | ---------------------- | ---------------- | ---------------- | --------------------- | ---------------- | ---------------- | --------------- |
| 1  | Cooky és Szécsi Debóra            | street dance  | "U Can’t Touch This" – MC Hammer              | Trópusi vihar          | 7                | 8                | 7                     | 7                | 29               | Utolsó előttiek |
| 2  | Nagy Réka és Hegyes Bertalan      | samba         | "Mas que nada" – Sergio Mendes                | Rio                    | 8                | 7                | 8                     | 8                | 31               | Továbbjutottak  |
| 3  | Kempf Zozó és Keresztszegi Ramóna | charleston    | "A Little Party Never Killed Nobody" – Fergie | A nagy Gatsby          | 7                | 8                | 7                     | 8                | 30               | Továbbjutottak  |
| 4  | Hevesi Kriszta és Baranya Dávid   | cha-cha-cha   | "Hot Stuff" – Donna Summer                    | Alul semmi             | 9                | 8                | 7                     | 7                | 31               | Kiestek         |
| 5  | Kozma Dominik és Lissák Laura     | showdance     | "You Can Leave Your Hate On" – Joe Cocker     | 9 és 1/2 hét           | 9                | 8                | 8                     | 8                | 33               | Továbbjutottak  |
| 6  | Dobó Kata és Köcse György         | tangó         | "Oh, Pretty Woman" – Roy Orbison              | Micsoda nő!            | 10               | 9                | 9                     | 10               | 38               | Továbbjutottak  |
| 7  | Kamarás Iván és Mikes Anna        | bécsi keringő | "Kiss From A Rose" – Seal                     | Mindörökké Batman      | 10               | 10               | 8                     | 9                | 37               | Továbbjutottak  |
| 8  | Tóth Andi és Andrei Mangra        | jive          | "Born to Be Wild" – Steppenwolf               | Szelíd motorosok       | 8                | 8                | 8                     | 9                | 33               | Továbbjutottak  |
| 9  | Kinizsi Ottó és Szőke Zsuzsanna   | rumba         | "Goldeneye" – Tina Turner                     | Aranyszem              | 8                | 9                | 8                     | 9                | 34               | Továbbjutottak  |
| 10 | Árpa Attila és Stana Alexandra    | pasodoble     | "He's A Pirate" – Klaus Badelt                | A Karib-tenger kalózai | 9                | 8                | 8                     | 9                | 34               | Továbbjutottak  |

### 4. adás (október 16.)
- Téma: Emlékek éjszakája

| # | Páros                             | Tánc          | Zene                                                         | Zsűri pontszámok | Zsűri pontszámok | Zsűri pontszámok      | Zsűri pontszámok | Zsűri pontszámok | Eredmény        |
| # | Páros                             | Tánc          | Zene                                                         | Bereczki Zoltán  | Molnár Andrea    | Kováts Gergely Csanád | Ördög Nóra       | Összesen         | Eredmény        |
| - | --------------------------------- | ------------- | ------------------------------------------------------------ | ---------------- | ---------------- | --------------------- | ---------------- | ---------------- | --------------- |
| 1 | Dobó Kata és Köcse György         | jive          | "Locked out of Heaven" – Bruno Mars                          | 9                | 8                | 8                     | 9                | 34               | Utolsó előttiek |
| 2 | Kempf Zozó és Keresztszegi Ramóna | tangó         | "Counting Stars" – OneRepublic                               | 8                | 8                | 8                     | 9                | 33               | Továbbjutottak  |
| 3 | Kozma Dominik és Lissák Laura     | samba         | "Échame la culpa" – Luis Fonsi feat. Demi Lovato             | 9                | 9                | 7                     | 9                | 34               | Továbbjutottak  |
| 4 | Cooky és Szécsi Debóra            | rumba         | "Someone You Loved" – Lewis Capaldi                          | 6                | 7                | 7                     | 8                | 28               | Kiestek         |
| 5 | Kinizsi Ottó és Szőke Zsuzsanna   | quickstep     | "Lemon Tree" – Fools Garden                                  | 7                | 8                | 7                     | 9                | 31               | Továbbjutottak  |
| 6 | Árpa Attila és Stana Alexandra    | foxtrott      | "All of Me" – John Legend                                    | 10               | 10               | 10                    | 10               | 40               | Továbbjutottak  |
| 7 | Kamarás Iván és Mikes Anna        | hiphop        | "Ice Ice Baby" – Vanilla Ice                                 | 10               | 10               | 10                    | 10               | 40               | Továbbjutottak  |
| 8 | Nagy Réka és Hegyes Bertalan      | pasodoble     | "Golden Life Family" – Nigel Stalely feat. Peter Fulop       | 9                | 8                | 10                    | 10               | 37               | Továbbjutottak  |
| 9 | Tóth Andi és Andrei Mangra        | bécsi keringő | "Say Something" – A Great Big World feat. Christina Aguilera | 10               | 10               | 10                    | 10               | 40               | Továbbjutottak  |

### 5. adás (október 23.)
- Téma: Magyar sztárok éjszakája
- Extra produkció: Lóci játszik – "Nem táncolsz jobban, min én"

| # | Páros                             | Tánc          | Zene                                            | Zsűri pontszámok | Zsűri pontszámok | Zsűri pontszámok      | Zsűri pontszámok | Zsűri pontszámok | Eredmény        |
| # | Páros                             | Tánc          | Zene                                            | Bereczki Zoltán  | Molnár Andrea    | Kováts Gergely Csanád | Ördög Nóra       | Összesen         | Eredmény        |
| - | --------------------------------- | ------------- | ----------------------------------------------- | ---------------- | ---------------- | --------------------- | ---------------- | ---------------- | --------------- |
| 1 | Kozma Dominik és Lissák Laura     | jive          | "Meghalok, hogyha rám nézel" – Dolly Roll       | 7                | 8                | 7                     | 8                | 30               | Utolsó előttiek |
| 2 | Kempf Zozó és Keresztszegi Ramóna | rumba         | "Ez annyira te" – Kasza Tibor feat. Dér Heni    | 9                | 8                | 7                     | 8                | 32               | Kiestek         |
| 3 | Kinizsi Ottó és Szőke Zsuzsanna   | samba         | "Végem" – Opitz Barbi                           | 8                | 9                | 8                     | 9                | 34               | Továbbjutottak  |
| 4 | Nagy Réka és Hegyes Bertalan      | kortárs       | "Hagylak menni" – Tolvai Renáta                 | 10               | 10               | 10                    | 9                | 39               | Továbbjutottak  |
| 5 | Kamarás Iván és Miken Anna        | tangó         | "Tejút" – Rúzsa Magdolna                        | 10               | 10               | 9                     | 9                | 38               | Továbbjutottak  |
| 6 | Tóth Andi és Andrei Mangra        | cha-cha-cha   | "Fekete rúzs" – Zséda                           | 10               | 10               | 10                    | 10               | 40               | Továbbjutottak  |
| 7 | Árpa Attila és Stana Alexandra    | quickstep     | "Gyere őrült" – Edda Művek                      | 8                | 9                | 9                     | 9                | 35               | Továbbjutottak  |
| 8 | Dobó Kata és Köcse György         | bécsi keringő | "A csönd éve" – Balázs Fecó és Keresztes Ildikó | 9                | 10               | 9                     | 10               | 38               | Továbbjutottak  |

### 6. adás (október 30.)
- Téma: Hello Halloween

| # | Páros                           | Tánc          | Zene                                                | Zsűri pontszámok | Zsűri pontszámok | Zsűri pontszámok      | Zsűri pontszámok | Zsűri pontszámok | Eredmény        |
| # | Páros                           | Tánc          | Zene                                                | Bereczki Zoltán  | Molnár Andrea    | Kováts Gergely Csanád | Ördög Nóra       | Összesen         | Eredmény        |
| - | ------------------------------- | ------------- | --------------------------------------------------- | ---------------- | ---------------- | --------------------- | ---------------- | ---------------- | --------------- |
| 1 | Kinizsi Ottó és Szőke Zsuzsanna | showdance     | "Natural" – Imagine Dragons                         | 9                | 10               | 9                     | 10               | 38               | Továbbjutottak  |
| 2 | Nagy Réka és Hegyes Bertalan    | tangó         | "Sweet but Psycho" – Ava Max                        | 7                | 8                | 8                     | 8                | 31               | Továbbjutottak  |
| 3 | Kamarás Iván és Mikes Anna      | rumba         | "Zombie" – The Cranberries                          | 10               | 10               | 9                     | 10               | 39               | Továbbjutottak  |
| 4 | Dobó Kata és Köcse György       | cha-cha-cha   | "Stronger (What Doesn't Kill You)" – Kelly Clarkson | 8                | 9                | 8                     | 8                | 33               | Kiestek         |
| 5 | Árpa Attila és Stana Alexandra  | kortárs       | "Take Me to Church" – Hozier                        | 9                | 9                | 8                     | 9                | 35               | Utolsó előttiek |
| 6 | Tóth Andi és Andrei Mangra      | pasodoble     | "Fighter" – Christina Aguilera                      | 10               | 10               | 9                     | 10               | 39               | Továbbjutottak  |
| 7 | Kozma Dominik és Lissák Laura   | bécsi keringő | "Joke's On You" – Charlotte Lawrence                | 10               | 10               | 10                    | 9                | 39               | Továbbjutottak  |

### 7. adás (november 6.)
- Téma: Riszaviadal

A versenyzők egy egyéni, illetve egy másik párossal közösen előadott koreográfiával léptek színpadra. A párosokhoz az egyéni produkcióikban csatlakozott az első évadból egy versenyző. 
| #           | Páros                                             | Tánc        | Zene                                   | Zsűri pontszámok | Zsűri pontszámok | Zsűri pontszámok      | Zsűri pontszámok | Zsűri pontszámok | Eredmény        |
| #           | Páros                                             | Tánc        | Zene                                   | Bereczki Zoltán  | Molnár Andrea    | Kováts Gergely Csanád | Ördög Nóra       | Összesen         | Eredmény        |
| ----------- | ------------------------------------------------- | ----------- | -------------------------------------- | ---------------- | ---------------- | --------------------- | ---------------- | ---------------- | --------------- |
| 1           | Kozma Dominik és Lissák Laura és Noszály Sándor   | salsa       | "La Copa de la Vida" – Ricky Martin    | 10               | 10               | 8                     | 10               | 38               | Kiestek         |
| 2           | Nagy Réka és Hegyes Bertalan és Emilio            | jive        | "Dear Future Husband" – Meghan Trainor | 10               | 9                | 9                     | 9                | 37               | Utolsó előttiek |
| 3           | Kamarás Iván és Mikes Anna és Pásztor Anna        | samba       | "Şımarık" – Tarkan                     | 10               | 10               | 10                    | 10               | 40               | Továbbjutottak  |
| 4           | Kinizsi Ottó és Szőke Zsuzsanna és Osvárt Andrea  | cha-cha-cha | "Get the Party Started" – Pink         | 10               | 10               | 10                    | 10               | 40               | Továbbjutottak  |
| 5           | Árpa Attila és Stana Alexandra és Gelencsér Tímea | tangó       | "Hot n Cold" – Katy Perry              | 10               | 10               | 9                     | 10               | 39               | Továbbjutottak  |
| 6           | Tóth Andi és Andrei Mangra és Gabriela Spanic     | charleston  | "Trombone" – Little Sis Nora           | 10               | 10               | 10                    | 10               | 40               | Továbbjutottak  |
| Riszaviadal |                                                   |             |                                        |                  |                  |                       |                  |                  |                 |
| 7           | Kinizsi Ottó és Szőke Zsuzsanna                   | samba       | "Con Calma" – Daddy Yankee feat. Snow  | +1               |                  |                       | +1               | +2               |                 |
| 7           | Kozma Dominik és Lissák Laura                     | samba       | "Con Calma" – Daddy Yankee feat. Snow  |                  | +1               | +1                    |                  | +2               |                 |
| 8           | Nagy Réka és Hegyes Bertalan                      | cha-cha-cha | "Mr. Saxobeat" – Alexandra Stan        |                  | +1               | +1                    | +1               | +3               |                 |
| 8           | Tóth Andi és Andrei Mangra                        | cha-cha-cha | "Mr. Saxobeat" – Alexandra Stan        | +1               |                  |                       |                  | +1               |                 |
| 9           | Árpa Attila és Stana Alexandra                    | pasodoble   | "Free Your Mind" – Dona Monique        |                  |                  | +1                    | +1               | +2               |                 |
| 9           | Kamarás Iván és Mikes Anna                        | pasodoble   | "Free Your Mind" – Dona Monique        | +1               | +1               |                       |                  | +2               |                 |

### 8. adás: elődöntő (november 13.)
- Téma: Hall Of Fame

Az elődöntőben a párosok két koreográfiával léptek a parkettre. Gabriela Spanic vendég zsűritagként vett részt az adásban.
| #  | Páros                           | Tánc            | Zene                                              | Zsűri pontszámok | Zsűri pontszámok | Zsűri pontszámok | Zsűri pontszámok      | Zsűri pontszámok | Zsűri pontszámok | Eredmény        |
| #  | Páros                           | Tánc            | Zene                                              | Molnár Andrea    | Bereczki Zoltán  | Gabriela Spanic  | Kováts Gergely Csanád | Ördög Nóra       | Összesen         | Eredmény        |
| -- | ------------------------------- | --------------- | ------------------------------------------------- | ---------------- | ---------------- | ---------------- | --------------------- | ---------------- | ---------------- | --------------- |
| 1  | Nagy Réka és Hegyes Bertalan    | salsa           | "Duele El Corazon" – Enrique Iglesias feat. Wisin | 9                | 8                | 9                | 8                     | 9                | 43               | Kiestek         |
| 7  | Nagy Réka és Hegyes Bertalan    | rumba           | "Halo" – Beyonce                                  | 10               | 9                | 10               | 9                     | 10               | 48               | Kiestek         |
| 2  | Kinizsi Ottó és Szőke Zsuzsanna | foxtrott        | "Back To Black" – Amy Winehouse                   | 10               | 9                | 10               | 9                     | 10               | 48               | Továbbjutottak  |
| 6  | Kinizsi Ottó és Szőke Zsuzsanna | pasodoble       | "Rolling in the Deep" – Adele                     | 10               | 9                | 10               | 10                    | 10               | 49               | Továbbjutottak  |
| 3  | Kamarás Iván és Mikes Anna      | jive            | "Rebel Yell" – Billy Idol                         | 10               | 9                | 10               | 9                     | 9                | 47               | Továbbjutottak  |
| 9  | Kamarás Iván és Mikes Anna      | american smooth | "Belive" – Cher                                   | 10               | 10               | 10               | 10                    | 10               | 50               | Továbbjutottak  |
| 4  | Árpa Attila és Stana Alexandra  | rumba           | "One Love" – U2 feat. Mary J. Blige               | 9                | 9                | 10               | 10                    | 10               | 48               | Utolsó előttiek |
| 8  | Árpa Attila és Stana Alexandra  | jive            | "I'm Still Standing" – Elton John                 | 10               | 10               | 10               | 10                    | 10               | 50               | Utolsó előttiek |
| 5  | Tóth Andi és Andrei Mangra      | quickstep       | "Help" – Bananarama                               | 10               | 8                | 10               | 9                     | 9                | 46               | Továbbjutottak  |
| 10 | Tóth Andi és Andrei Mangra      | showdance       | "Let Me Entertain You" – Robbie Williams          | 10               | 10               | 10               | 10                    | 10               | 50               | Továbbjutottak  |

### 9. adás: döntő (november 20.)
A döntőben a zsűri nem pontozott, csak szóban értékelték a produkciókat, kizárólag a nézői szavazatok döntöttek a végeredményről. A döntőben Gabriela Spanic bejelentette, hogy 2022-ben képernyőre kerül a műsor harmadik évada; emellett azt is bejelentette a színésznő, hogy vadonatúj sorozata, az Alicia új élete 2022 januárjában érkezik a TV2-re.
- Téma: Finálé (eddig még be nem mutatott tánc, a zsűri által választott tánc, az első adás tánca)
- Extra produkciók:
  - Kiesett versenyzők (Metzker Viktória és Márki Norbert, Demcsák Zsuzsa és Suti András, Hevesi Kriszta és Baranya Dávid, Cooky és Szécsi Debóra, Kempf Zozó és Keresztszegi Ramóna, Dobó Kata és Köcse György, Kozma Dominik és Lissák Laura, Nagy Réka és Hegyes Bertalan) produkciója
  - Wolf Kati és Vastag Csaba – "Táncolj még!"

| #          | Páros                           | Tánc          | Zene                                    | Eredmény       |
| 1. forduló | 1. forduló                      | 1. forduló    | 1. forduló                              | 1. forduló     |
| ---------- | ------------------------------- | ------------- | --------------------------------------- | -------------- |
| 1          | Kamarás Iván és Mikes Anna      | quickstep     | "When I Found Love Again" – James Blunt | Továbbjutottak |
| 2          | Kinizsi Ottó és Szőke Zsuzsanna | bécsi keringő | "Fallin" – Alicia Keys                  | Továbbjutottak |
| 3          | Árpa Attila és Stana Alexandra  | samba         | "Treat You Better" – Shawn Mendes       | 4. helyezettek |
| 4          | Tóth Andi és Andrei Mangra      | rumba         | "Diamonds" – Rihanna                    | Továbbjutottak |
| 2. forduló |                                 |               |                                         |                |
| 5          | Kamarás Iván és Mikes Anna      | hiphop        | "Ice Ice Baby" – Vanilla Ice            | 3. helyezettek |
| 6          | Kinizsi Ottó és Szőke Zsuzsanna | tangó         | "Sway" – Pussycat Dolls                 | Továbbjutottak |
| 7          | Tóth Andi és Andrei Mangra      | cha-cha-cha   | "Fekete rúzs" – Zséda                   | Továbbjutottak |
| 3. forduló |                                 |               |                                         |                |
| 8          | Kinizsi Ottó és Szőke Zsuzsanna | jive          | "Footloose" – Kenny Loggins             | 2. helyezettek |
| 9          | Tóth Andi és Andrei Mangra      | tangó         | "Don't Be So Shy" – Imany               | Győztesek      |

A nézői szavazatok alapján a második évadot Tóth Andi és Andrei Mangra nyerte.

## Nézettség
A +4-es adatok a teljes lakosságra, a 18–59-es adatok a célközönségre vonatkoznak. A táblázat csak a TV2 által főműsoridőben sugárzott adások adatait mutatja.
| Epizód  | Vetítés              | Idősáv        | Teljes lakosság (+4) | Teljes lakosság (+4) | Teljes lakosság (+4) | Célközönség (18–59) | Célközönség (18–59) | Célközönség (18–59) | Forrás |
| Epizód  | Vetítés              | Idősáv        | AMR (fő)             | SHR (%)              | Heti helyezés        | AMR (fő)            | SHR (%)             | Heti helyezés       | Forrás |
| ------- | -------------------- | ------------- | -------------------- | -------------------- | -------------------- | ------------------- | ------------------- | ------------------- | ------ |
| 1. adás | 2021. szeptember 25. | szombat 20:00 | 752 676              | 22,3                 | 2.                   | 314 543             | 17,7                | 5.                  | [ 3 ]  |
| 2. adás | 2021. október 2.     | szombat 20:00 | 775 855              | 21,2                 | 3.                   | 328 509             | 16,9                | 5.                  | [ 4 ]  |
| 3. adás | 2021. október 9.     | szombat 20:00 | 663 307              | 16,9                 | 7.                   | 276 228             | 13                  | 12.                 | [ 5 ]  |
| 4. adás | 2021. október 16.    | szombat 20:00 | 676 085              | 17,4                 | 7.                   | 273 806             | 13,3                | 13.                 | [ 6 ]  |
| 5. adás | 2021. október 23.    | szombat 20:00 | 736 986              | 17,8                 | 5.                   | 328 204             | 14,5                | 5.                  | [ 7 ]  |
| 6. adás | 2021. október 30.    | szombat 20:00 | 627 910              | 15,6                 | 10.                  | 268 599             | 12,7                | 13.                 | [ 8 ]  |
| 7. adás | 2021. november 6.    | szombat 20:00 | 690 064              | 17,4                 | 9.                   | 306 558             | 14,2                | 9.                  | [ 9 ]  |
| 8. adás | 2021. november 13.   | szombat 20:00 | 683 247              | 17,6                 | 7.                   | 285 638             | 13,6                | 9.                  | [ 10 ] |
| 9. adás | 2021. november 20.   | szombat 20:00 | 780 260              | 19,7                 | 4.                   | 318 650             | 15,0                | 5.                  | [ 11 ] |